# 越来城
越来城（ごえくじょう、琉球語: ぐいくグスク、ぐいくグシク）は、沖縄県沖縄市城前町周辺の丘陵地にあった城（グスク）。沖縄戦などで破壊され、遺跡はほとんど残されていない。

## 越来王子
琉球王朝時代、越来城を居城とする王子は「越来王子」と称された。
琉球を統一して三山時代を終わらせた第一尚氏の尚巴志王は、越来間切を七男の尚泰久に与え、越来城に入った泰久は越来王子と称し、護佐丸の娘を正室に迎えたが、後に尚泰久王として1454年に琉球国王となり首里城に移った。
1453年、「琉球国之図」に五欲城と記される。1457年、尚泰久王が魏古城に安国寺銅鐘を寄進。
第二尚氏の尚円王（在位：1469年 - 1476年）の王弟尚宣威は、兄が即位すると越来城に入り、越来王子と称した。兄王の死後、宣威は即位して尚宣威王（在位：1477年）となったものの、すぐに退位して、越来に戻って隠棲した。
第二尚氏の尚真王（在位：1477年 - 1526年）の第四王子朝福も越来王子と称した。

## 現在
現在は、城前町の城前公園に「越来グシクの拝所」とされる場所が残されており、「越来グスク跡」と記した標識が置かれている。
また、城前公園の南側に位置する比謝川沿いに2008年に整備された越来城水辺公園では、夏の終わりに「越来城下まつり」が開催されている。「災害を乗り越え、地域コミュニティ活動の拠点となった歴史と伝統の越来城水辺公園」で、平成24年度手づくり郷土賞受賞。
2019年、国の名勝「アマミクヌムイ」に追加指定されました。『おもろさうし』に「あまみきよが　たくだるぐすく」、すなわち琉球開闢の神アマミクが作ったグスクだと越来城を讃える歌があることから、アマミクにゆかりのある琉球独自の聖地のひとつとして指定されたものです。